# Karaski
Karaski es una localidad situada en el municipio de Kanepi, en el condado de Põlva, Estonia. Según el censo de 2021, tiene una población de 61 habitantes.
Está ubicada al oeste del condado, cerca de la frontera con los condados de Valga y Tartu.